# Abigail Lane
Pour les articles homonymes, voir Lane.
Abigail Lane, née en 1967 à Penzance (Cornouailles), est une artiste anglaise qui travaille dans les domaines de la photographie, du moulage à la cire, de l'impression et du son. Lane est l'un des exposants de l'exposition Freeze, dirigée par Damien Hirst en 1988, qui a joué un rôle important dans le développement de la future scène artistique YBA.

## Filmographie partielle
- 2014 : The Romantics (court métrage - assistant directeur artistique)